# Bathippus birmanicus
Bathippus birmanicus là một loài nhện trong họ Salticidae.
Loài này thuộc chi Bathippus. Bathippus birmanicus được Tord Tamerlan Teodor Thorell miêu tả năm 1895.